# Els últims dies de Pompeia (novel·la)

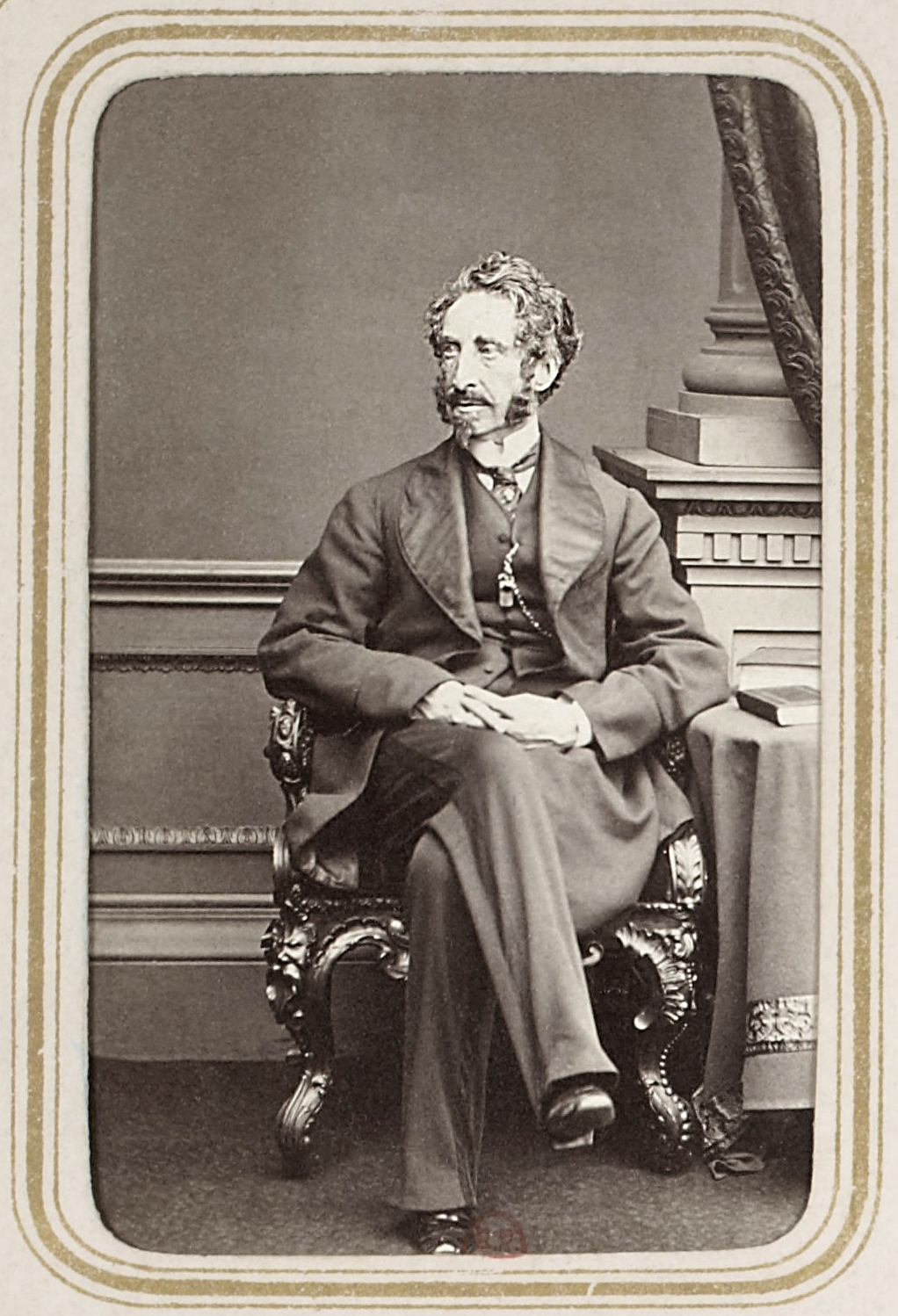
Edward Bulwer-Lytton

Els últims dies de Pompeia és una novel·la escrita per Edward Bulwer-Lytton el 1834. Es tracta d'una novel·la històrica del romanticisme que narra els últims dies de la vida d'uns quants ciutadans de Pompeia, immediatament abans de la destrucció de la ciutat, provocada per l'erupció del Vesuvi l'any 79.
Els personatges mostren la cultura de l'antiga Roma del segle i. El protagonista, Glaucus, representa la cultura grega, que ha estat subordinada per Roma, i Arbaces, el seu oponent, l'antiga i immòbil cultura Egípcia. Olintus és el principal representant de la religió cristiana naixent, que es presenta sota una mirada favorable però no exemta de crítica. La maga del Vesuvi, tot i que no posseeix poders sobrenaturals, mostra l'interès de Bulwer-Lytton per l'ocultisme, tema en què se centraria part de la seva obra i, en particular, la seva última novel·la: La raça que ve.
El director Luigi Maggi va fer-ne una pel·lícula el 1908 amb el mateix nom: Els últims dies de Pompeia, inspirada en aquesta novel·la. Amb guió d'Arrigo Frusta i Roberto Omegna i protagonitzada per Umberto Mozzato, Mirra Principi i Lydia de Roberti.